# Chia cắt Triều Tiên

Bán đảo Triều Tiên lúc đầu được chia theo vĩ tuyến 38, sau đó được chia theo đường phân chia ranh giới (DMZ).

Thông tin của DMZ

Ngày 2 tháng 9 năm 1945, Thế Chiến II kết thúc cũng là lúc chấm dứt sự cai trị của Đế quốc Nhật Bản. Bán đảo Triều Tiên bị chia cắt thành hai vùng chiếm đóng bởi quân đội Liên Xô và Hoa Kỳ. Năm 1948, hai quốc gia có chủ quyền được hình thành ở hai vùng này là Cộng hòa Dân chủ Nhân dân Triều Tiên (còn gọi là Triều Tiên, Bắc Triều Tiên hoặc Bắc Hàn) và Đại Hàn Dân Quốc (còn gọi là Hàn Quốc, Đại Hàn, Nam Hàn hoặc Nam Triều Tiên). Trong một đề nghị bị hầu hết người dân trên bán đảo phản đối, Hoa Kỳ và Liên Xô đồng ý tạm thời chiếm đóng bán đảo này như một ủy thác với các khu vực kiểm soát phân giới dọc theo vĩ tuyến 38. Mục đích của việc ủy thác này là thiết lập một chính phủ lâm thời Triều Tiên mà sẽ trở thành "tự do và độc lập theo tiến trình phù hợp". Mặc dù cuộc bầu cử đã được dự kiến, hai siêu cường ủng hộ các nhà lãnh đạo khác nhau và hai nước trên thực tế đã được thành lập, mỗi nước tuyên bố chủ quyền trên toàn bộ bán đảo.
Chiến tranh Triều Tiên (1950-1953) để lại hậu quả hai miền Triều Tiên ngăn cách bởi khu vực phi quân sự trong suốt Chiến tranh Lạnh cho đến ngày nay. CHDCND Triều Tiên là một chính thể cộng sản - mặc dù từ cộng sản đã được gỡ bỏ khỏi hiến pháp năm 2009 - thường được mô tả là chủ nghĩa Stalin và biệt lập. Nền kinh tế ban đầu có sự tăng trưởng đáng kể nhưng bị sụp đổ hoàn toàn từ đầu thập niên 1990, không giống như nước láng giềng Cộng hòa Nhân dân Trung Hoa. Hàn Quốc nổi lên, sau nhiều thập niên cai trị độc tài quân sự, trở thành một nền tự do và dân chủ theo tư bản chủ nghĩa.
Kể từ những năm 1990, với tiến trình tự do hóa của chính phủ Hàn Quốc cũng như sự qua đời của người sáng lập CHDCND Triều Tiên Kim Nhật Thành, hai bên đã tiến hành các bước nhỏ và mang tính biểu tượng hướng tới công cuộc tái thống nhất.

## Bối cảnh lịch sử

### Triều Tiên thuộc Nhật (1910–1945)
Khi Chiến tranh Nga-Nhật kết thúc năm 1905, Triều Tiên trở thành một nước bị bảo hộ của Nhật, và được sáp nhập vào Nhật năm 1910. Vua Cao Tông bị phế truất. Trong các thế kỷ tiếp theo, các nhóm chủ nghĩa dân tộc và cực đoan đã nổi lên, đa số là người lưu vong, vì muốn đấu tranh giành độc lập. Khác biệt trong quan điểm và cách tiếp cận của họ, những nhóm này đã thất bại trong việc đoàn kết trong một phong trào quốc gia. Chính phủ Lâm thời Đại Hàn Dân Quốc tại Trung Quốc đã không nhận được sự công nhận rộng rãi.

### Kết thúc Chiến tranh thế giới thứ hai
Vào tháng 11 năm 1943, Franklin Roosevelt, Winston Churchill và Tưởng Giới Thạch gặp nhau tại Hội nghị Cairo để bàn xem nên làm gì với những thuộc địa của Nhật Bản và đồng ý rằng Nhật Bản nên bị thu hồi hết những vùng lãnh thổ mà họ đã chinh phục được bằng vũ lực. Trong phán quyết sau hội nghị này, Triều Tiên được nhắc đến lần đầu tiên. Ba người tuyên bố rằng họ "chú ý tới việc người Triều Tiên bị nô lệ hóa,... quyết định vào thời điểm thích hợp Triều Tiên nên được tự do và độc lập." Roosevelt đã đưa ra ý tưởng về việc quản lý Triều Tiên, nhưng không đạt được thỏa thuận với những người còn lại. Roosevelt nêu lên ý tưởng này với Joseph Stalin tại Hội nghị Tehran vào tháng 11 năm 1943 và Hội nghị Yalta tháng 2 năm 1945. Stalin không phản đối, nhưng cho rằng khoảng thời gian quản lý nên ngắn.
Tại Hội nghị Tehran và Hội nghị Yalta, Liên Xô hứa sẽ cho khối đồng minh tham gia Chiến tranh Thái Bình Dương trong hai đến ba tháng sau Ngày Chiến thắng ở châu Âu. Vào ngày 8 tháng 8 năm 1945, ba tháng sau kết thúc sự thù địch tại châu Âu, và hai ngày sau khi bom nguyên tử được thả xuống Hiroshima, Liên Xô tuyên bố chiến tranh với Nhật Bản. Quân Liên Xô phát triển nhanh chóng, và chính phủ Mỹ trở nên lo lắng họ sẽ chiếm toàn bộ Triều Tiên. Vào ngày 10 tháng 8 năm 1945 hai sĩ quan trẻ – Dean Rusk và Charles Bonesteel – được đưa nhiệm vụ xác định khu vực Mỹ chiếm giữ. Làm việc trong thời gian rất ngắn và hoàn toàn không được chuẩn bị, họ sử dụng một bản đồ của tạp chí National Geographic để quyết định vĩ tuyến thứ 38. Họ chọn nó vì nó chia quốc gia thành hai phần xấp xỉ bằng nhau và sẽ đặt thủ đô Seoul đưới sự quản lý của Mỹ. Không chuyên gia về Triều Tiên nào được hỏi ý kiến. Hai người ngày không hề biết 40 năm trước, Nhật và Nga trước cách mạng đã bàn về việc chia Triều Tiên theo đường song song tương tự. Rusk sau đó nói rằng ông biết, "gần như chắc chắn" sẽ chọn một đường khác. Sự phân chia này đặt mười sáu triệu người Triều Tiên vào vùng của Mỹ và chín triệu người vào vùng của Liên Xô. Để làm người Mỹ bất ngờ, Liên Xô ngay lập tức chấp nhận sự phân chia này. Thỏa thuận này được sáp nhập vào Mệnh lệnh chung thứ nhất (được phê chuẩn vào ngày 17 tháng 8 năm 1945) về việc đầu hàng của Nhật Bản.
Quân Liên Xô bắt đầu đổ bộ vào Triều Tiên vào ngày 14 tháng 8 và nhanh chóng chiếm đóng vùng đông bắc của quốc gia này, và vào ngày 16 tháng 8 họ đã tới Wonsan. Vào ngày 24 tháng 8, Hồng Quân tới Bình Nhưỡng.
Đại tướng Abe Nobuyuki, Toàn quyền người Nhật cuối cùng của Triều Tiên, đã thiết lập liên lạc với một số người Triều Tiên có ảnh hưởng từ đầu tháng 8 năm 1945 để chuẩn bị cho việc bàn giao quyền lực. Trong tháng 8, người Hàn Quốc đã tổ chức các ủy ban nhân dân cho "Ủy ban Chuẩn bị Độc Lập Triều Tiên" (CPKI, 조선건국준비위원회), chỉ huy bởi Yuh Woon-Hyung, một nhà chính trị cánh tả. Vào ngày 6 tháng 9 năm 1945, một đại hội đại biểu đã được triệu tập tại Seoul và thành lập quốc gia có sự tồn tại ngắn ngủi mang tên gọi Cộng hòa Nhân dân Triều Tiên.

## Sau Chiến tranh thế giới thứ hai

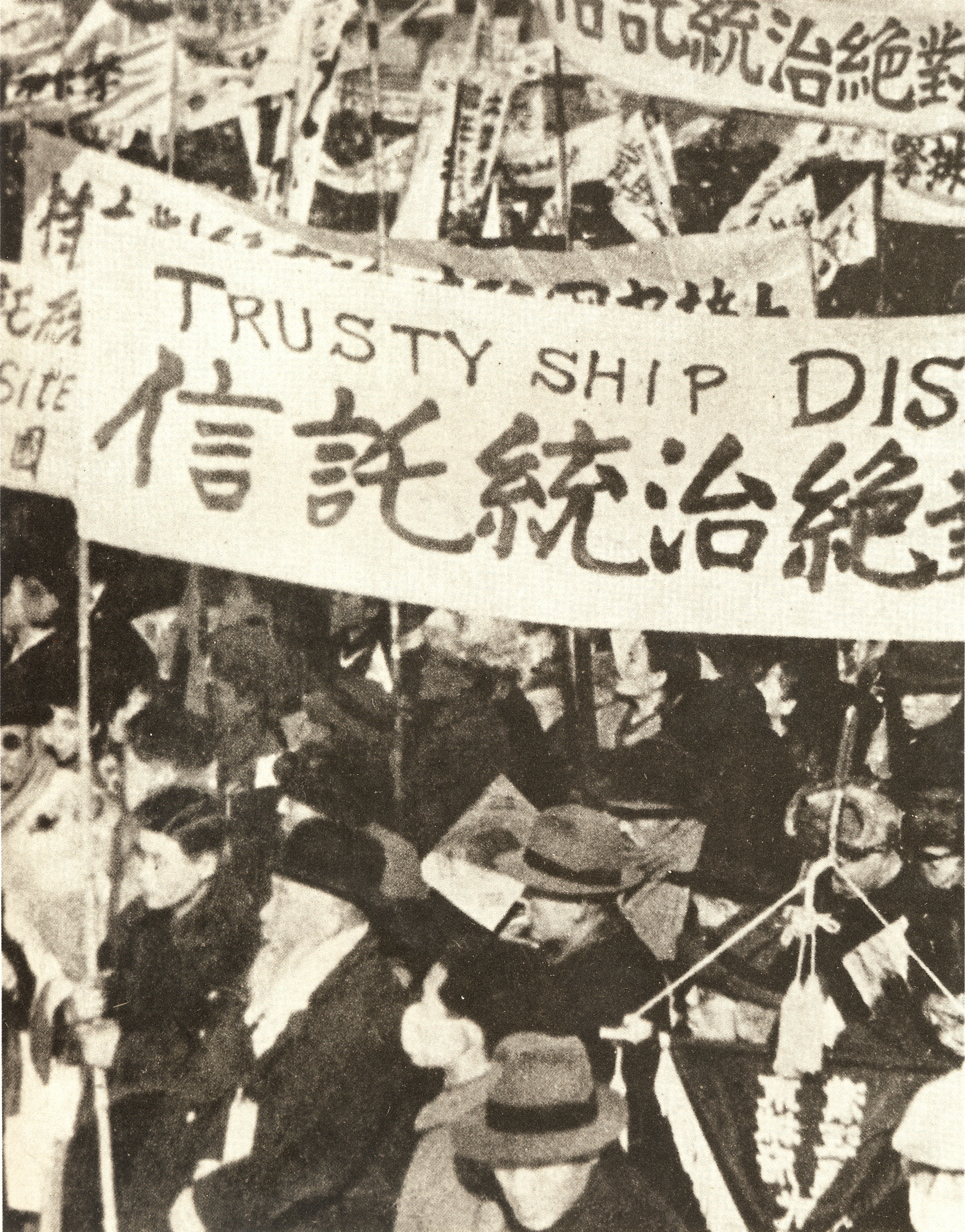
Công dân Hàn Quốc biểu tình chống lại sự quản lý của quân Đồng Minh vào tháng 12 năm 1945.

Vào tháng 12 năm 1945, tại hội nghị Moskva, quân Đồng Minh đồng ý rằng Liên Xô, Hoa Kỳ, Cộng hòa Trung Quốc, và Anh sẽ tham gia vào sự quản lý Triều Liên lên đến 5 năm trước khi tiến đến độc lập. Nhiều người Triều Tiên yêu cầu được độc lập ngay lập tức; tuy nhiên, Đảng Cộng sản Triều Tiên, có liên kết chặt chẽ với Đảng Cộng sản Liên Xô, ủng hộ sự quản lý này.
Một Hội đồng kết hợp Liên Xô-Hoa Kỳ gặp nhau vào năm 1946 và 1947 để làm việc tiến tới một chính quyền thống nhất, nhưng không đạt được tiến triển do sự gia tăng sự phản đối Chiến tranh Lạnh và phản đối của người Triều Tiên với sự quản lý này. Trong lúc đó, sự phân chia giữa hai khu vực trở nên sâu sắc hơn. Sự khác biệt về chính sách giữa hai quyền lực cai trị dẫn đến sự phân cực về chính trị, và sự chuyển đổi dân số những phía Bắc và phía Nam. Vào tháng 5 năm 1946 việc đi qua vĩ tuyến 38 mà chưa được cho phép trở thành trái pháp luật.

### Hoa Kỳ chiếm đóng phía nam bán đảo Triều Tiên

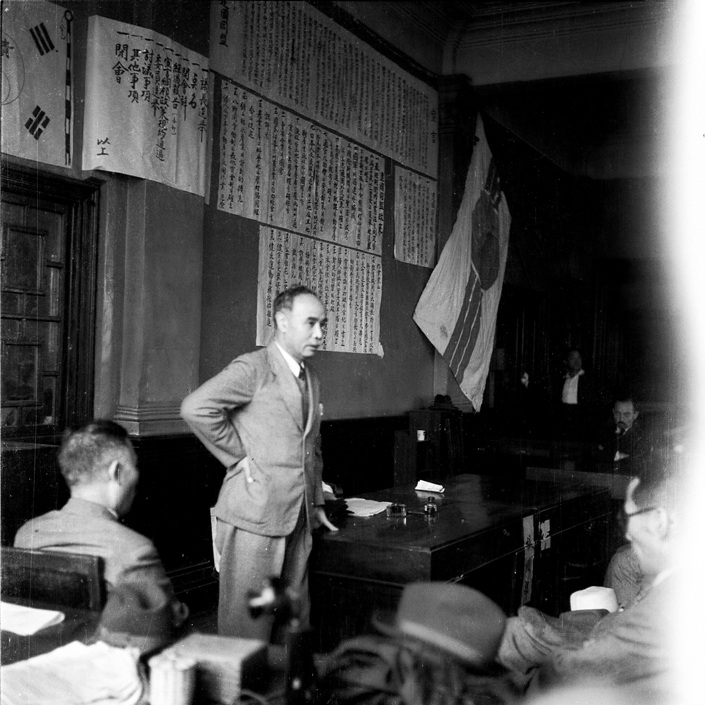
Yuh Woon-Hyung phát biểu tại Ủy ban Chuẩn bị Độc Lập Triều Tiên tại Seoul vào ngày 16 tháng 8 năm 1945.

Với việc chính phủ Mỹ lo sợ sự mở rộng của Liên Xô, và chính quyền Nhật Bản tại Hàn Quốc cảnh báo về sự trống quyền lực, ngày chiếm giữ của Hoa Kỳ được đưa ra ba lần.
Vào ngày 7 tháng 9 năm 1945, Đại tướng Douglas MacArthur thông báo rằng Trung tướng John R. Hodge quản lý các vấn đề của Triều Tiên, và Hodge hạ cánh tới Incheon cùng với quân đội của ông ngày hôm sau. Chính phủ Lâm thời Đại Hàn Dân Quốc lúc này đang hoạt động tại Trung Quốc, gửi phái đoàn với ba phiên dịch viên đến gặp Hodge, nhưng ông ấy từ chối gặp mặt họ. Tương tự, Hodge từ chối công nhận nước Cộng hòa Nhân dân Triều Tiên mới hình thành và Ủy ban Nhân dân của nó, và cấm nó vào ngày 12 tháng 12.
Vào tháng 9 năm 1946, hàng ngàn công nhân và nông dân khởi nghĩa chống lại chính phủ quân quản Hoa Kỳ. Cuộc khởi nghĩa này bị dập tắt nhanh chóng, và thất bại trong việc ngăn chặn cuộc bầu cử vào tháng 10 sắp tới của Hội đồng Lập pháp Quốc tế tạm thời Hàn Quốc.
Nhà hoạt động chống cộng sản mãnh liệt Syngman Rhee, người từng là chủ tịch đầu tiên của Chính phủ lâm thời và sau đó là một nhà vận động hành lang ủng hộ Hàn Quốc ở Mỹ, đã trở thành chính trị gia nổi bật nhất ở miền Nam. Rhee gây áp lực cho chính phủ Mỹ từ bỏ các cuộc đàm phán về quản lý và thành lập một nước Cộng hòa Triều Tiên độc lập ở phía nam. Vào ngày 19 tháng 7 năm 1947, Yuh Woon-Hyung, nhà chính trị cao cấp cuối cùng ủng hộ đối thoại song phương, bị ám sát bởi một người cánh hữu.
Chính phủ chiếm đóng tiến hành một số chiến dịch quân sự chống lại các phần tử nổi dậy cánh tả. Trong vòng một vài năm, khoảng 30.000 đến 100.000 người bị giết.

### Liên Xô chiếm đóng phía bắc bán đảo Triều Tiên

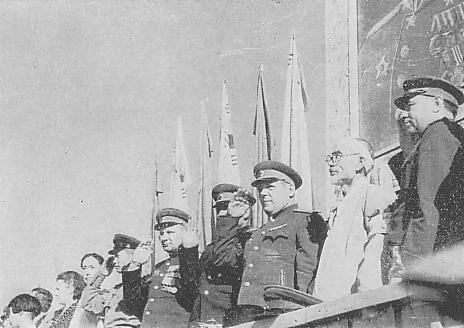
Lễ chào đón Hồng quân tại Bình Nhưỡng vào ngày 14 tháng 10 năm 1945.

Khi quân đội Liên Xô tới Bình Nhưỡng, họ thành lập một chi nhánh địa phương của Ủy ban Chuẩn bị Độc lập Triều Tiên hoạt động dưới sự lãnh đạo của cựu chiến binh quốc gia Cho Man-sik. Quân đội Liên Xô cho phép những "Ủy ban Nhân dân" (thân với Liên Xô) hoạt động. Đại tướng Terentii Shtykov thành lập Chính quyền Nhân dân Liên Xô, quản lý các ủy ban và đưa những nhà hoạt động cộng sản vào những vị trí chủ chốt.
Vào tháng 2 năm 1946 một chính phủ lâm thời gọi là Ủy ban Nhân dân Lâm thời Bắc Triều Tiên được thành lập dưới quyền của Kim Nhật Thành, người đã dành những năm cuối trận chiến luyện tập với quân Liên Xô tại Mãn Châu. Xung đột và các cuộc đấu tranh quyền lực xảy ra ở các cấp cao nhất của chính phủ ở Bình Nhưỡng vì nhiều người khác nhau khao khát giành quyền lực trong chính phủ mới. Tháng 3 năm 1946 chính quyền lâm thời đã thiết lập một chương trình cải cách ruộng đất rộng lớn: đất đai thuộc sở hữu của chủ sở hữu đất Nhật Bản và cộng sự đã được chia và phân phối lại cho nông dân nghèo. Từ việc sắp xếp thường dân nghèo và lao động nông nghiệp dưới sự quản lý của từng ủy ban nhân dân, một chiến dịch quần chúng toàn quốc đã phá vỡ sự kiểm soát của các tầng lớp, giai cấp cũ. Địa chủ chỉ được phép giữ lại phần đất giống như những người dân nghèo mà đã từng mướn đất của họ, do đó tạo nên sự phân phối đất đai đều đặn hơn nhiều. Cải cách ruộng đất Triều Tiên được hoàn thành một cách ít bạo lực hơn so với tại Trung Quốc hoặc tại Việt Nam. Theo một nguồn chính thức của Mỹ: "Từ những gì được thuật lại, các trưởng làng cũ đã bị loại ra bởi một lực lượng chính trị mà không có đổ máu, nhưng chính quyền hết sức cẩn thận để ngăn cản việc họ trở lại nắm quyền." Những người nông dân phản ứng một cách tích cực; nhiều địa chủ cũ chạy xuống phía nam, nơi một số người trong đó đã giành được những vị trí trong chính phủ Hàn Quốc. Theo chính phủ quân đội Hoa Kỳ, 400.000 người Triều Tiên đã chạy xuống phía nam tị nạn.
Các ngành công nghiệp chủ chốt đã được quốc hữu hóa. Tình hình kinh tế ở miền Bắc cũng gặp khó khăn như ở miền Nam, vì người Nhật đã tập trung nông nghiệp ở miền Nam và công nghiệp nặng ở miền Bắc. Miền Bắc thiếu lương thực còn miền Nam thiếu hàng công nghiệp.
Quân đội Liên Xô rời khỏi Triều Tiên năm 1948.

### Can thiệp của Liên Hợp Quốc và sự hình thành các chính phủ riêng biệt

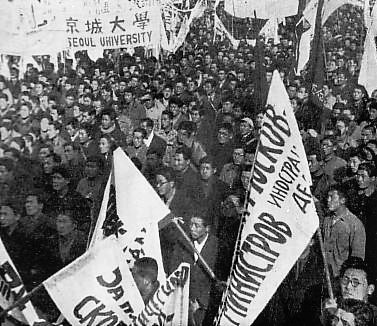
Biểu tình tại Hàn Quốc ủng hộ Ủy ban Phối hợp Hoa Kỳ-Liên Xô năm 1946.

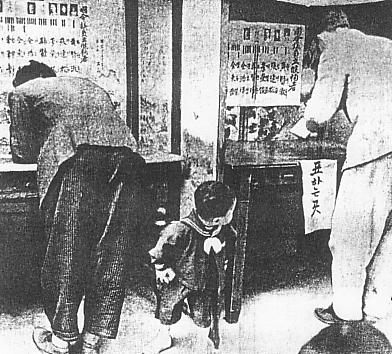
Bầu cử Nam Triều Tiên vào ngày 10 tháng 5 năm 1948.

Với việc Hội đồng Ủy ban Phối hợp không đạt được tiến triển, Hoa Kỳ đưa vấn đề này tới Liên Hợp Quốc vào tháng 9 năm 1947. Liên Xô phản đối sự can thiệp của Liên Hợp Quốc. Vào thời điểm đó, Hoa Kỳ có ảnh hưởng lớn hơn đối với Liên Hợp Quốc so với Liên Xô. Liên Hợp Quốc đưa ra giải pháp vào ngày 14 tháng 11 năm 1947, tuyên bố rằng những cuộc bầu cử tự do nên được tổ chức, quân đội nước ngoài nên rút lui, và một ủy ban của Liên Hợp Quốc tại Triều Tiên, Ủy ban Liên Hợp Quốc Tạm thời tại Triều Tiên (UNTCOK) nên được thành lập. Liên Xô tẩy chay việc bầu cử và không xem xét đây là một giải pháp, cho rằng Liên Hợp Quốc sẽ không đảm bảo được những cuộc bầu cử công bằng. Vì Liên Xô không hợp tác, họ quyết định chỉ tổ chức bầu cử dưới sự giám sát của Liên Hợp Quốc tại phía nam. Một số đại biểu UNTCOK cảm thấy điều kiện tại phía nam thuận lợi một cách không công bằng cho những ứng cử viên cánh hữu, nhưng ý kiến này đã bị bác bỏ.
Quyết định tiến hành các cuộc bầu cử riêng rẽ đã không được nhiều người Triều Tiên ưa chuộng, họ đã nhìn nhận nó như một khởi đầu đầu cho sự chia cắt đất nước. Các cuộc đình công phản đối quyết định bắt đầu vào tháng 2 năm 1948. Vào tháng 4, người dân đảo Jeju khởi nghĩa chống lại sự phân chia đang nổ ra tại đất nước. Quân đội Nam Triều Tiên được gửi đến để dập tắt cuộc nổi loạn. Theo ước tính hàng chục nghìn người dân trên đảo đã bị giết, 70% số làng bị đốt bởi quân đội Nam Triều Tiên. Cuộc nổi dậy đã bùng lên trở lại với sự nổ ra của Chiến tranh Triều Tiên.
Vào tháng 4 năm 1948, một hội nghị của các tổ chức từ miền nam và miền bắc gặp nhau tại Bình Nhưỡng, nhưng hội nghị này không đưa ra được kết quả nào. Những nhà chính trị gia miền nam Kim Koo và Kim Kyu-sik tham dự hội nghị và tẩy chay các cuộc bầu cử tại miền nam, cũng giống như các chính trị gia và các đảng khác. Kim Koo bị ám sát vào năm tiếp theo.
Vào ngày 10 tháng năm 1948, miền Nam tổ chức một cuộc bầu cử. Vào ngày 15 tháng 8, "Đại Hàn Dân Quốc" chính thức tiếp nhận quyền lực từ quân đội Hoa Kỳ, với Syngman Rhee là tổng thống đầu tiên. Tại miền Bắc, "Cộng hòa Dân chủ Nhân dân Triều Tiên" được thành lập vào ngày 9 tháng 9, với Kim Nhật Thành làm thủ tướng.
Ngày 12 tháng 12 năm 1948, Đại hội đồng Liên Hợp Quốc chấp nhận báo cáo của UNTCOK và tuyên bố Cộng hòa Hàn Quốc là "chính phủ hợp pháp duy nhất tại Triều Tiên".

## Chiến tranh Triều Tiên
Sự chia cắt của Triều Tiên sau hơn một thiên niên kỷ thống nhất, được xem là tình trạng đang tranh cãi và tạm thời bởi cả hai chính quyền. Từ năm 1948 cho tới đầu cuộc nội chiến ngày 25 tháng 6 năm 1950, lực lượng vũ trang của mỗi bên tham gia vào một loạt các xung đột đẫm máu dọc theo biên giới. Năm 1950, những xung đột này leo thang đột ngột khi lực lượng CHDCND Triều Tiên xâm lược Hàn Quốc, gây ra chiến tranh Triều Tiên. Liên Hợp Quốc đã can thiệp để bảo vệ miền Nam, gửi đến một lực lượng do Hoa Kỳ lãnh đạo. Khi đã chiếm được miền nam, CHDCND Triều Tiên đã cố gắng thống nhất Hàn Quốc dưới chế độ của nó, bắt đầu quốc hữu hóa công nghiệp, cải cách ruộng đất, và khôi phục các Ủy ban nhân dân.
Mặc dù sự can thiệp của Liên Hợp Quốc đã được hiểu là để khôi phục lại biên giới tại vĩ tuyến 38, Syngman Rhee lập luận rằng cuộc tấn công của miền Bắc đã xóa bỏ ranh giới. Tướng tự Tổng tư lệnh quân đội Liên Hợp Quốc, Đại tướng Hoa Kỳ Douglas MacArthur tuyên bố ông muốn thống nhất đất nước Triều Tiên, chứ không chỉ là đẩy lui các lực lượng Triều Tiên về phía bên kia biên giới. Tuy nhiên, miền Bắc đã chiếm được 90% miền Nam cho tới khi một cuộc phản công do Hoa Kỳ lãnh đạo diễn ra. Khi lực lượng Triều Tiên bị đuổi khỏi miền Nam, lực lượng Nam Triều Tiên đã vượt qua vĩ tuyến 38 vào ngày 1 tháng 10, và quân của Hoa Kỳ - Liên Hợp Quốc tiến đến sau đó một tuần. Điều này bất chấp những cảnh báo từ Cộng hoà Nhân dân Trung Hoa rằng họ sẽ can thiệp nếu quân đội Mỹ vượt qua ranh giới song song - vĩ tuyến 38. Khi đã chiếm được miền Bắc, Hàn Quốc cố gắng thống nhất đất nước dưới chế độ của họ, với Cảnh sát quốc gia Hàn Quốc thực thi việc tuyên truyền chính trị. Khi lực lượng Hoa Kỳ tiến tới phía bắc, Trung Quốc đã phát động một cuộc phản công và đẩy họ trở lại miền Nam.
Năm 1951, khi tiền tuyến ổn định gần vĩ tuyến 38, và cả hai bên bắt đầu xem xét về một cuộc đình chiến. Tuy nhiên, Rhee đã yêu cầu chiến tranh tiếp tục cho đến khi Triều Tiên được thống nhất dưới sự lãnh đạo của ông. Phía Cộng sản đã ủng hộ một đường biên giới dựa trên vĩ tuyến 38, nhưng Liên Hợp Quốc ủng hộ một đường biên giới dựa trên lãnh thổ của mỗi bên, có sức thuyết phục hơn, và đường biên giới này đã chiếm ưu thế. Thỏa thuận Đình chiến của Triều Tiên đã được ký sau ba năm chiến tranh. Hai bên đã đồng ý tạo ra một vùng đệm rộng bốn km giữa hai quốc gia, được biết đến là Khu phi quân sự Triều Tiên (DMZ). Biên giới mới này phản ánh lãnh thổ của mỗi bên khi chiến tranh kết thúc, vượt qua đường vĩ tuyến 38 theo đường chéo. Rhee từ chối chấp nhận đình chiến và tiếp tục thúc giục việc thống nhất đất nước bằng vũ lực.
Mặc dù cả hai bên đã nỗ lực để thống nhất đất nước, cuộc chiến đã kéo dài sự phân chia Triều Tiên và dẫn tới một liên minh vĩnh viễn giữa Hàn Quốc và Hoa Kỳ, và một lực lượng thường trực của quân đội Hoa Kỳ ở miền Nam.

## Hội nghị Geneva và NNSC
Như đã được ấn định bởi các điều khoản của Thỏa thuận Đình chiến, Hội nghị Geneva được tổ chức năm 1954 về vấn đề Triều Tiên. Mặc dù có nhiều nỗ lực của các quốc gia liên quan, hội nghị đã kết thúc mà không có được tuyên bố về một Triều Tiên thống nhất.
Thỏa thuận đã thành lập một Ủy ban Trung lập Giám sát Các quốc gia (NNSC) để giám sát Thỏa thuận Đình chiến. Kể từ năm 1953, các thành viên của Lực lượng Vũ trang Thụy Sĩ và Thụy Điển đã là thành viên của NNSC và có trụ sở gần DMZ.

## Quan hệ sau khi đình chiến
Kể từ trận chiến, Triều Tiên vẫn bị chia cắt dọc theo DMZ. Cả hai miền Bắc và Nam vẫn ở trong tình trạng mâu thuẫn với những chế độ đối nghịch và cả hai đều tuyên bố mình là chính phủ hợp pháp của cả nước. Các cuộc đàm phán lẻ tẻ đã không đạt được tiến triển về việc thống nhất đất nước.